# Gjoa Haven
Gjoa Haven é um assentamento inuit, da nação indígena esquimó. Localizado no território Nunavut, Canada, fica próximo ao Círculo Polar Ártico.